# Цуркан Кирило Іванович
Кирило Іванович Цуркан (24 травня 1900, село Плоть, тепер Рибницького району, Придністров'я, Молдова — 21 вересня 1978, місто Кишинів, тепер Молдова) — радянський молдавський державний діяч, міністр харчової промисловості Молдавської РСР. Член ЦК Комуністичної партії Молдавії в 1949—1960 роках. Депутат Верховної Ради Молдавської РСР 2—5-го скликань. Депутат Верховної Ради СРСР 4-го скликання.

## Життєпис
Народився в бідній селянській родині. Трудову діяльність розпочав у сімнадцятирічному віці працівником поштового відділення, підсобним робітником.
У 1922—1932 роках — працівник секретаріату, статистик, інструктор спілки споживчих товариств у Кодимському районі Молдавської АРСР.
У 1932—1940 роках — на відповідальних посадах на Тираспольському консервному заводі імені 1-го Травня Молдавської АРСР: змінний майстер, начальник цеху.
Член ВКП(б) з 1939 року.
У 1940—1941 роках — заступник відповідального секретаря Ради народних комісарів Молдавської РСР.
Під час німецько-радянської війни в 1941—1944 роках — постійний представник РНК Молдавської РСР при Раді народних комісарів СРСР, заступник голови Ради народних комісарів Молдавської РСР.
Одночасно з грудня 1942 по 1944 рік працював у Молдавській секції Українського штабу партизанського руху.
16 травня 1945 — 18 квітня 1953 року — міністр харчової промисловості Молдавської РСР.
18 квітня 1953 — жовтень 1953 року — міністр легкої і харчової промисловості Молдавської РСР.
У жовтні 1953 — 7 червня 1957 року — міністр промисловості продовольчих товарів Молдавської РСР.
У червні 1957 — 1959 року — заступник голови Ради народного господарства Молдавської РСР.
З 1959 року — персональний пенсіонер союзного значення.
До 1971 року працював директором олійної фабрики в Кишиневі.
Помер 21 вересня 1978 року в місті Кишиневі.

## Нагороди
- орден Леніна
- орден Жовтневої Революції
- орден Трудового Червоного Прапора
- медалі